# كأس اليونان 1995–96
كأس اليونان 1995–96 (باليونانية: Κύπελλο Ελλάδος ποδοσφαίρου ανδρών 1995-96)‏ هو الموسم 54 من كأس اليونان. أشرف على تنظيمه الاتحاد الإغريقي لكرة القدم، وكان عدد الأندية المشاركة فيه 72، وفاز فيه أيك أثينا.